# Peter Frederick Strawson
Sir Peter Frederick Strawson, né le 23 novembre 1919 à Ealing, à Londres, mort le 13 février 2006 à Londres, est un philosophe britannique, rattaché au courant de la philosophie analytique. Il tente de refonder la métaphysique à partir d'une analyse de l'individualité et du langage.

## Biographie
Professeur de métaphysique à l'université d'Oxford, il est connu pour son article On Referring (1950) et pour son ouvrage Individuals.
« Strawson oppose les philosophes, qui comme Descartes, Leibniz et Berkeley entendent réviser notre schème conceptuel, à des philosophes comme Aristote et Kant, qui se proposent de le révéler. Selon lui cette entreprise descriptive est l'essence de la philosophie analytique, dont il a été l'un des plus grands représentants au sein de l'école d'Oxford. Il s'oppose à Bertrand Russell, aux positivistes et à Willard Quine, et défend l'idée d'une « logique philosophique » informelle, basée sur les catégories grammaticales plutôt que logiques. »
— Pascal Engel, nécrologie parue dans Le Monde le 3 mars 2006

## On Referring
Dans On Referring, Strawson s'oppose à la théorie des descriptions définies de Russell.
Il reproche à Russell de ne pas faire de distinction entre une phrase, son usage, et le fait d'énoncer une phrase.
(1) L'actuel roi de France est chauve
est une phrase qui a pu être énoncée à différentes époques de l'histoire (à des moments où le roi était Louis XIV, Louis XVI, ou à des moments où il n'y avait pas de roi en France). Il s'agit toujours de la même phrase, mais selon le contexte de son énonciation elle n'a pas le même usage. Sous le règne de Louis XIV elle est utilisée pour référer à Louis XIV, sous celui de Louis XVI pour référer à Louis XVI.
Pour Russell la phrase (1) doit être ou vraie, ou fausse. Et c'est ce qui le mène à l'analyser comme une description définie à propos d'un x : comme à son époque il n'y a pas de x' qui remplisse les conditions nécessaires pour que cette phrase soit vraie, alors la phrase est fausse.
Strawson répond que pour qu'une phrase soit vraie ou fausse, il y a des présupposés qui doivent être remplis, sans quoi la phrase n'a pas de valeur de vérité. Par exemple, La phrase (1) n'est ni vraie ni fausse, puisque pour qu'elle puisse avoir une valeur de vérité il faudrait que la condition (a) soit remplie.
(a) Il existe un x unique qui est roi de France
Plus formellement, Strawson refuse la règle de généralisation existentielle d'après laquelle
{\displaystyle \ Pa\implies \exists xPx}
et la remplace par
{\displaystyle \ Pa\wedge \exists a\implies \exists xPx}

## Métaphysique
Dans son livre Les Individus : Un essai de métaphysique descriptive, Strawson tente de donner les conditions nécessaires de tout acte de référence en tant qu’elles seules garantissent la communicabilité d'un sens. Ces analyses se poursuivront dans les réflexions sur l'ontologie initiées par la lecture de la Critique de la Raison Pure de Kant, dans l'ouvrage The Bounds of Sense: An Essay on Kant's Critique of Pure Reason (en), qui exercera beaucoup d'influence.
L'analyse de Strawson adopte le point de vue de la communication, plaçant un locuteur et un auditeur dans un contexte déterminé : à quelles conditions une référence identifiante opérée par le locuteur pourra être réussie, c'est-à-dire comprise par l'auditeur ? Ces conditions sont reconstruites du point de vue de l’auditeur, à partir de la possibilité qu’il a d’identifier ou mieux de ré-identifier l’individu, objet de la référence opérée par le locuteur. Pour délimiter ces conditions, Strawson imagine des situations où un objet doit être individué de tout autre et fait varier les conditions générales (monde purement sonore, monde de reduplication massive, etc.).
La conclusion de Strawson est la suivante : ces conditions ne peuvent que s'intégrer à un schème conceptuel donnant un cadre spatio-temporel unique et stable dont l’auditeur est le centre et où il peut situer le locuteur ainsi que son objet de référence. Un schème conceptuel ne présentant pas ces traits de stabilité et d’unicité ne pourrait garantir la communicabilité du contenu exprimé par le locuteur (dans ce cas dire quelque chose à propos d’un individu déterminé). Deux concepts de base du schème conceptuel sont ainsi nécessaires (sont « présupposés ») afin de garantir la stabilité et l’unicité du cadre de référence : le concept de corps matériel (auquel nous attribuons des prédicats physiques) et celui de personne (auquel nous attribuons des prédicats physiques et des prédicats psychiques).
La seconde partie de l'ouvrage développe les résultats de cette investigation du schème conceptuel du point de vue des théories logiques du rapport entre sujet et prédicat (Strawson s'inspire largement dans ce cadre de Frege pour discuter les conceptions de Geach et de Quine).

## Philosophie morale
Dans son article Freedom and Resentment, publié en 1962, Strawson se propose de dissoudre le problème du conflit opposant le déterminisme et la responsabilité morale, qu’il considère comme un pseudo-problème. Pour ce faire, il commence d’abord par établir une distinction, qui sera souvent réutilisée et commentée, entre deux attitudes que nous pouvons avoir sur le monde : l’attitude « participative » et l’attitude « objective ». Selon la perspective adoptée, nous voyons différemment les actions des autres humains. Selon l’attitude objective, nous voyons les humains comme des objets naturels, des choses ; et les actions sont perçues comme de simples événements, qui ne peuvent être ni blâmées ni valorisées. Au contraire, selon l’attitude participative, les humains sont considérés comme des agents qui suscitent des « attitudes réactives », telles que la gratitude, la colère, la sympathie, le sentiment : toutes ces attitudes ont le point commun de présupposer la responsabilité des humains. Les concepts dérivés de l’attitude réactive n’ont pas de sens dans une perspective objective.  
La thèse de Strawson est que les attitudes réactives que nous avons vis-à-vis des autres et qui proviennent de notre attitude participative sur le monde sont naturelles et irrévocables. Les attitudes réactives sont constitutives de notre humanité. Dès lors, il paraît absurde de penser que la thèse déterministe, quand bien-même celle-ci serait valide, pourrait nous forcer à abandonner la croyance en la responsabilité morale des humains et le point de vue participatif que nous adoptons naturellement avec nos semblables. La conclusion de Strawson est que, contrairement à ce qu’affirment les incompatibilistes, il ne saurait y avoir de conflit entre le déterminisme et la responsabilité morale.

## Publications

### Livres
- Introduction to Logical Theory. London: Methuen, 1952.
- Individuals: An Essay in Descriptive Metaphysics. London: Methuen, 1959. Trad. fr. Les individus, Paris, Le Seuil, 1973.
- The Bounds of Sense: An Essay on Kant's Critique of Pure Reason. London: Methuen, 1966.
- Logico-Linguistic Papers. London: Methuen, 1971
- Freedom and Resentment and other Essays. London: Methuen, 1974
- Subject and Predicate in Logic and Grammar. London: Methuen, 1974
- Analysis and Metaphysics: An Introduction to Philosophy. Oxford: Oxford University Press, 1992.
- Entity and Identity. Oxford: Oxford University Press, 1997.

### Articles
- « Truth » (Analysis, 1949)
- « Truth » (Proceedings of the Aristotelian Society suppl. vol. xxiv, 1950)
- « On Referring » (Mind, 1950)
- « Particular and general » (Proceedings of the Aristotelian Society, 1954)
- « A logician's landscape » (Philosophy, 1955)
- « In Defence of a Dogma » with H. P. Grice (Philosophical Review, 1956)
- « Propositions, concepts, and logical truths » (Philosophical Quaterly, 1957)
- « Logical Subjects and Physical Objects » (Philosophy and Phenomenological Research, 1957)
- « Singular terms, ontology, and identity » (Mind, 1958)
- « Singular Terms and Predication » (Journal of Philosophy, 1961)
- « Universals » (Midwest Studies in Philosophy, 1979)

## en français
- Jocelyn Benoist et Sandra Laugier (éds.), Langage ordinaire et métaphysique : Strawson, J. Vrin, coll. Bibliothèque d'histoire de la philosophie, 2005  — textes issus d'un colloque organisé en 2003 à l'Université de Picardie-Jules Verne
- Analyse et métaphysique, J. Vrin, coll. Problèmes et controverses, 1985  — leçons données au Collège de France
- Études de logique et de linguistique, traduction par Judith Milner de Logico-linguistic papers, Seuil, coll. L'Ordre philosophique, 1977
- Les Individus : essai de métaphysique descriptive, traduction de Individuals: an essay in descriptive metaphysics par Albert Shalom et Paul Drong, Seuil, coll. L'Ordre philosophique, 1973